# Maurizio Pollini
Maurizio Pollini (Milão, 5 de janeiro de 1942 – Milão, 23 de março de 2024) foi um pianista italiano.

## Biografia
Começou a estudar piano com seis anos de idade, sob a orientação de Carlo Lonati. A partir dos treze anos, tornou-se aluno de Carlo Vidusso. Aos dezesseis anos, iniciou seus estudos de composição com Bruno Bettinelli.
Em 1960, venceu o Concurso Internacional de Piano Chopin de Varsóvia. Em seguida ao término do concurso, toca o Concerto nº 1 de Chopin no teatro La Scala de Milão, sob a regência de Sergiu Celibidache. 
Em 1963, apresenta-se em Londres e Berlim. Pollini foi o solista da Filarmônica de Berlim em 1970.
Sua primeira gravação pela Deutsche Grammophon: "Três Movimentos de Petrushka" de Stravinsky e a Sonata nº 7 de Prokofiev, feita em 1971, foi o início de uma notável discografia.
Arnold Schoenberg teve seu centenário de nascimento comemorado em 1974. No mesmo ano, em Londres, Pollini tocou a integral das obras para piano deste compositor. Berg, Webern, Pierre Boulez e até mesmo Stockhausen tem lugar no repertório deste pianista. 
Em 1987, toca os cinco Concertos de Beethoven com a Orquestra Filarmônica de Viena, sob a regência de Claudio Abbado. Pollini apresenta o ciclo completo das 32 sonatas de Beethoven em 1993-94 em Berlim, Munique, Nova Iorque, Milão, Paris, Londres e Viena.
Em 2001, sua gravação das Variações Diabelli de Beethoven, ganha o prêmio "Diapason d'or".
Pollini morreu no dia 23 de março de 2024, aos 82 anos.

## Gravações
A discografia de Pollini é eclética. Destaca-se as gravações de:
- Chopin (Estudos, Prelúdios, Polonaises, Fantaisie, Baladas, Scherzos, Sonatas nºs 2 e 3, Barcarolle, Noturnos e o Concerto nº1)
- Schumann (Fantasia, Estudos Sinfônicos, Sonatas nºs 1 e 3, Arabesque, Kreisleriana e o Concerto em Lá menor)
- Schubert (Sonatas nºs 19, 20 e 21, Fantasia Wanderer)
- Liszt (Sonata em Si menor, La Lugubre Gondola nºs 1 e 2)
- Brahms (Concertos nºs 1 e 2)
- Beethoven (Sonatas nºs 5, 6, 7, 8, 11, 12, 13, 14, 17, 21, 22, 23, 24, 27, 28,29 ("Hammerklavier"), 30, 31 e 32, Variações Diabelli e os cinco Concertos para Piano)
- Debussy (Estudos, Prelúdios - Livro 1 e  L'Isle Joyeux), Béla Bartók (Concertos nºs 1 e 2), Sergei Prokofiev (Sonata nº7), Igor Stravinsky (Três Movimentos de Petrushka), Arnold Schoenberg (integral da música para piano e o Concerto), Alban Berg (Sonata), Anton Webern (Variações), * Pierre Boulez (Sonata nº 2), além de participações especiais como solista em obras de avant-garde de Luigi Nono e Giacomo Manzoni.